# Lilla Uttersjö
Lilla Uttersjö är en sjö i Tranemo kommun i Västergötland och ingår i Ätrans huvudavrinningsområde. Sjöns area är 0,013 kvadratkilometer och den är belägen 153 meter över havet.